# Francis Scott Key
Francis Scott Key (1. august 1779 – 11. januar 1843) var en amerikansk advokat og amatørdigter. Under den Britisk-amerikanske krig (1812) blev Key tilbageholdt på et britisk skib under slaget ved Fort McHenry i Baltimore, Maryland. Han blev inspireret til at skrive et digt, der skulle fejre den amerikanske sejr. Hans digt The Defence of Fort M'Henry blev senere tilsat den allerede eksisterende melodi Anacreon in Heaven af den engelske komponist John Stafford Smith, men sammensætningen blev blot kendt som The Star-Spangled Banner. Under det navn blev sangen i 1931 indført som USA's nationalmelodi.